# Assentament (física)

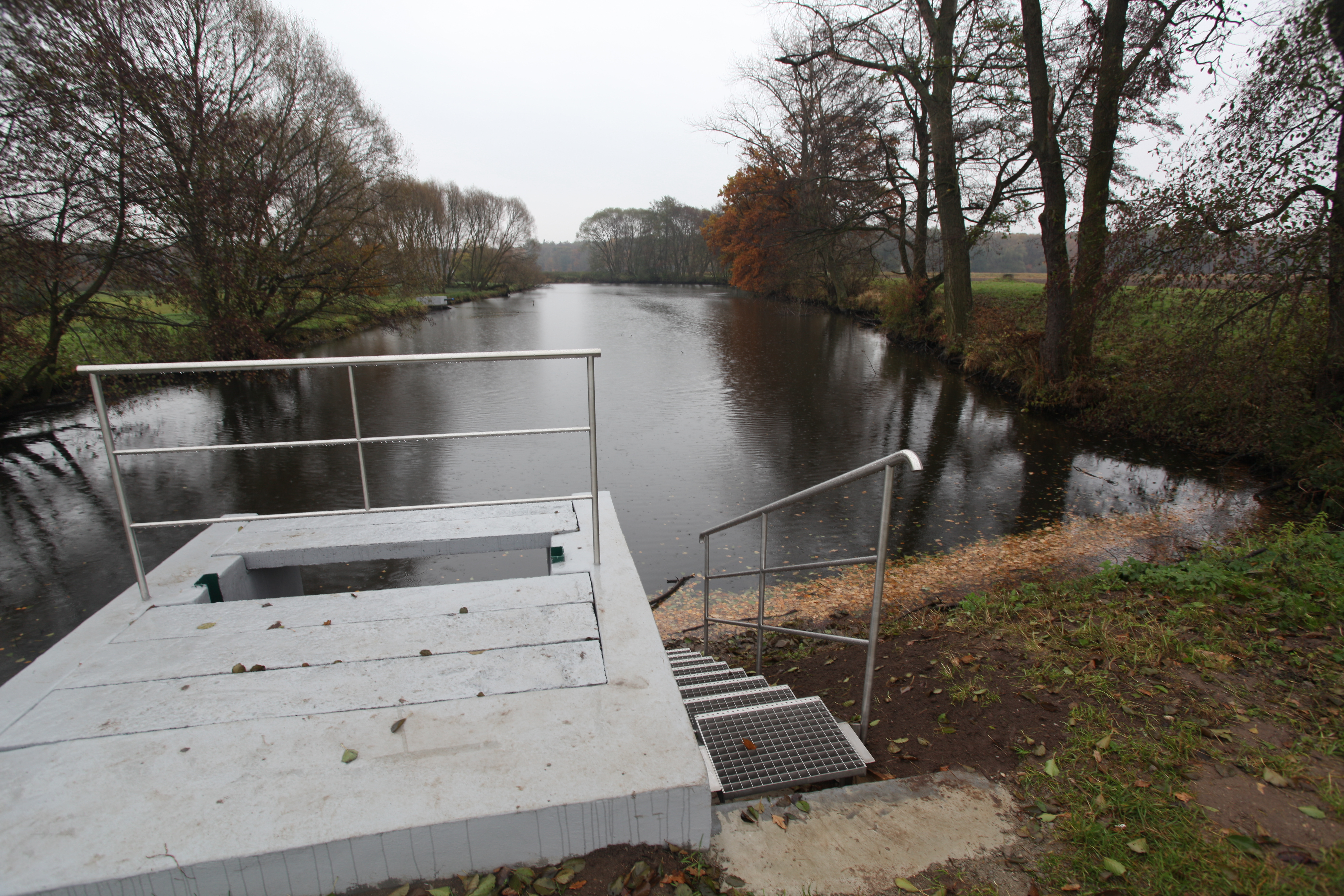
Estany d'assentament per a partícules de ferro en una obra acuàtica

L′assentament és el procés pel qual les partícules s'estableixen a la part inferior d'un líquid i formen un sediment. Les partícules que experimenten una força, ja sigui a causa de la gravetat o a causa de la moció centrífuga tendeixen a moure's de manera uniforme en la direcció exercida per aquesta força. Per establir la gravetat, això significa que les partícules tendeixen a caure a la part inferior del recipient, formant un llaquim a la base del vas.
L'assentament és una operació important en moltes aplicacions, com ara la mineria, el tractament d'aigües residuals, la ciència biològica i la reencesa de propel·lent espacial,
i el buidatge.

## Física

Flux arrossegant-se al voltant d’una esfera: línies de corrent, força d'arrosegament F_{d} i força per gravetat F_{g}.

Per a assentar partícules que es consideren individualment, és a dir, solucions diluïdes de partícules, hi ha dues forces principals promulgades en qualsevol partícula. La força principal és una força aplicada, com la gravetat, i una força d'arrossegament que es deu al moviment de la partícula a través del fluid. La força aplicada normalment no es veu afectada per la velocitat de la partícula, mentre que la força d'arrossegament és una funció de la velocitat de partícules.
Per a una partícula en repòs no s'exhibirà cap força d'arrossegament, la qual cosa fa que la partícula s'acceleri a causa de la força aplicada. Quan la partícula s'accelera, la força d'arrossegament actua en la direcció oposada a la moció de la partícula, retardant l'acceleració, en absència d'altres forces que arrosseguen directament la força aplicada. A mesura que la partícula augmenta a la velocitat finalment la força d'arrossegament i la força aplicada s'aproximaran, causant que no canviï més la velocitat de la partícula. Aquesta velocitat es coneix com la velocitat terminal o límit, la velocitat d'assentament o la velocitat de caiguda de la partícula. Això és fàcilment mesurable examinant la taxa de caiguda de partícules individuals.
La velocitat terminal de la partícula es veu afectada per molts paràmetres, és a dir, qualsevol cosa que alteri l'arrossegament de la partícula. Per tant, la velocitat terminal és més dependent de la mida del gra, la forma (rodonesa i l'esfericitat) i la densitat dels grans, així com la viscositat i la densitat del fluid.

### Arrossegament de partícules individuals

#### Arrossegament de Stokes
Per a suspensions diluïdes, la llei de Stokes prediu la velocitat d'assentament d’esferes petites en fluid, sigui aire o aigua. Això s'origina a causa de la força de les forces viscoses a la superfície de la partícula que proporciona la majoria de la força retardada. a llei de Stokes troba moltes aplicacions en les ciències naturals, i es dona per:
{\displaystyle w={\frac {2(\rho _{p}-\rho _{f})gr^{2}}{9\mu }}}
on w és la velocitat d'assentament, ρ és la densitat (els subíndexs p i f indiquen partícules i fluids, respectivament), g és l'acceleració deguda a la gravetat, r és el radi de la partícula i μ és la viscositat dinàmica del fluid.
La llei de Stokes s'aplica quan el nombre de Reynolds, Re, de la partícula és inferior a 0,1.
S'ha trobat experimentalment que la llei de Stokes es manté en un 1% per a {\displaystyle Re\leq 0.1}, en un 3% per {\displaystyle Re\leq 0.5} i dins 9% {\displaystyle Re\leq 1.0}. Amb uns nombres de Reynolds creixents, la llei de Stokes comença a col·lapsar a causa de la creixent importància de la inèrcia del fluid, requerint-s'hi l'ús de solucions empíriques per calcular les forces d'arrossegament.

#### Arrossegament newtonià
Definint un coeficient d'arrossegament, {\displaystyle C_{d}}, tal com la proporció de la força experimentada per la partícula, dividida per la pressió de l'impacte del fluid, un coeficient que es pot considerar com la transferència de la força de fluid disponible per l’arrossegament s'hi estableix. En aquesta regió la inèrcia del fluid impactant és responsable de la majoria de la transferència de força a la partícula.
{\displaystyle C_{d}={\frac {F_{d}}{{\frac {1}{2}}\rho _{f}U^{2}A}}}
Per a una partícula esfèrica en el règim de Stokes, aquest valor no és constant, però en el règim d'arrossegament newtonià l'arrossegament en una esfera es pot aproximar per una constant, 0,44. Aquest valor constant implica que l'eficiència de la transferència d'energia del fluid a la partícula no és una funció de la velocitat de fluids.
Com a tal, la velocitat terminal d'una partícula en un règim newtonià també es pot obtenir igualant la força d'arrossegament a la força aplicada, resultant en la següent expressió
{\displaystyle w=2.46\left({\frac {(\rho _{p}-\rho _{f})gr}{\rho _{f}}}\right)^{\frac {1}{2}}.}

#### Arrossegament transicional
A la regió intermèdia entre l'arrossegament de Stokes i l'arrossegament newtonià, existeix un règim transitori, on la solució analítica al problema d'una esfera caiguda esdevé problemàtica. Per resoldre això, s'utilitzen expressions empíriques per calcular l'arrossegament en aquesta regió. Una d'aquestes equacions empíriques és la de Schiller i Naumann, i pot ser vàlida per {\displaystyle 0.2\leq Re\leq 1000}:
{\displaystyle {\frac {F}{\rho _{f}U^{2}A}}={\frac {12}{\mathrm {Re} }}\left(1+0.15\mathrm {Re} ^{0.687}\right).}

### Assentament obstaculitzat
L’assentament de Stokes, transitori i newtonià descriuen el comportament d'una única partícula esfèrica en un fluid infinit, conegut com a assentament lliure. No obstant això, aquest model té limitacions en l'aplicació pràctica. Consideracions alternatives, com la interacció de les partícules en el fluid, o la interacció de les partícules amb les parets del contenidor poden modificar el comportament de l'assentament. L'assentament que té aquestes forces amb una magnitud apreciable es coneix com a assentament obstaculitzat. Posteriorment, les solucions semianalítiques o empíriques poden ser utilitzades per realitzar càlculs significatius d’assentaments obstaculitzats.

## Aplicacions
Els sistemes de flux per gasos sòlids estan presents en moltes aplicacions industrials, com a reactors secs i catalítics, tancs d’assentament, transmissió pneumàtica de sòlids, entre d'altres. Òbviament, en operacions industrials la regla d'arrossegament no és senzilla com una única esfera que s'assenta en un flux estacionari. Tanmateix, aquest coneixement explica com es comporta l'arrossegament en sistemes més complexos, que són dissenyats i estudiats per enginyers que apliquen eines empíriques i més sofisticades.
Per exemple, els tancs d'assentament es fan servir per separar els sòlids i l’oli d'un altre líquid. En el processament d'aliments, els vegetals es trituren i es col·loquen dins d'un tanc d'assentament amb aigua. L’oli sura per damunt de l'aigua i és doncs recollit. En els tractaments d'aigua i d'aigües residuals s'hi pot afegir un agent de floculació (o floculant) abans de l’assentament per tal de formar partícules més grans que s'assentin ràpidament en un tanc d'assentament o una placa assentadora inclinada, deixant l'aigua amb una turbiditat més baixa.
En la producció vinícola, el terme francès per a aquest procés és el débourbage. Aquest pas normalment es produeix en la producció de vi blanc abans de l'inici de la fermentació.

### Anàlisi de sòlids assentables
Els sòlids assentables són aquells amb partícules que s'assenten fora d'un fluid estacionari. Els sòlids assentables es poden quantificar per a una suspensió fent servir un con d'Imhoff. El con d’Imhoff estàndard, fet de vidre transparent o plàstic, pot mantenir un litre de líquid i té marques de calibratge per a mesurar el volum dels sòlids acumulats al fons del contenidor cònic després d'assentar-s'hi durant una hora. Se sol fer servir un procediment estandarditzat amb con d’Imhoff per mesurar els sòlids suspesos en aigües residuals o en devessals pluvials. La simplicitat del mètode fa que sigui popular per fer una estimació de la qualitat de l'aigua. Per mesurar numèricament l'estabilitat dels sòlids suspesos i predir esdeveniments d'aglomeració i de sedimentació, és habitual fer servir l’anàlisi mitjançant el potencial zeta. Aquest paràmetre indica la repulsió electroestàtica entre partícules sòlides i es pot utilitzar per predir si l'agregació i l’assentament tindran lloc amb el temps.
La mostra d'aigua que s'ha de mesurar ha de ser representativa del flux total. Les mostres es recullen millor directament de la descàrrega d'una canonada o d’un dic, ja que les mostres obtingudes de la part superficial d'un canal fluent no solen ser representatives a l’hora de capturar els sòlids d'alta densitat que es flueixen pel fons del canal. La galleda de mostreig es remena amb vigor per tornar a suspendre uniformement tots els sòlids recollits immediatament abans d'abocar el volum necessari per omplir el con. El con omplert es col·loca immediatament en una mena de faristol subjectant per permetre un assentament quiescent. El faristol s'ha d'estar allunyat de fonts d'escalfament, incloent la llum solar directa, que podria causar corrents dins del con per canvis de densitat tèrmica del contingut líquid. Després de 45 minuts d'assentament, el con es gira parcialment sobre el seu eix de simetria prou com per llevar qualsevol material assentat que s'adhereixi al costat del con. El sediment acumulat és observat i mesurat quinze minuts més tard, després d'una hora d'assentament total.